# Villeroy-sur-Méholle
Villeroy-sur-Méholle é uma comuna francesa na região administrativa de Grande Leste, no departamento de Meuse. Estende-se por uma área de 6,47 km². Em 2010 a comuna tinha 43 habitantes (densidade: 6,6 hab./km²).